# Ferdinando Spinola
Ferdinando Spinola, né en 1692 à Gênes et mort en 1778 à Gênes, est un homme politique italien, 172e doge de Gênes du 7 janvier 1773 au 12 janvier 1773, ayant démissionné dès après son élection.

### bibliographie
- (it) Sergio Buonadonna et Mario Mercenaro, Rosso doge. I dogi della Repubblica di Genova dal 1339 al 1797, Gênes, De Ferrari, 2007